# Хюбнер, Бенно
Бенно Хюбнер (нем. Benno Hübner) — немецкий философ, автор ряда работ, посвященных проблемам эстетики, современного искусства и философии искусства. Профессор университета Сарагосы (Испания). Последователь идей Мартина Хайдеггера. К самым известным работам можно отнести «Произвольный этос и принудительность эстетики», «Смысл в бес-СМЫСЛЕННОЕ время», «Мартин Хайдеггер — одержимый бытием».

### Биография
В 1950—1951 гг. слушал лекции М. Хайдеггера в университете Фрайбурга, в который поступил в 1951 г., изучал юриспруденцию и философию. Параллельно прошел курс в семинаре по «Бытию и ничто» Сартра в Бонне. В 1962 г. защитил докторскую диссертацию на тему «Скука и бессмысленность сегодняшнего существования». До выхода на пенсию занимал должность профессора философии в Сарагосском университете.
Почти всю жизнь прожил в Испании, но часто посещал Россию, Белоруссию и Украину.

### Философские идеи
Не принял хайдеггеровского понимания категории бытия. В своей работе «Депроецированный человек. Метафизика скуки» (нем. Der deprojizierte Mensch. Metaphysik der Langweile) Бенно Хюбнер поднимает экзистенциальную проблему депроекции человеческого Я. Главным предметом рассуждений является способность человека к действию и поиски источников человеческой активности. Другими словами — потребность человека в развлечении себя любыми способами. Это эстетическая потребность в удовольствии. Еще Иммануил Кант писал о так называемой исходной точке действия способности суждения — чувстве удовольствия, которое возникает на до-логическом уровне и является совершенно спонтанным и недоказуемым.

### «Смысл в бес-СМЫСЛЕННОЕ время»
Работа, написанная в 2006 г., повествует о проблеме смысла жизни. «Основой концепции Б. Хюбнера является положение о человеке как „метафизически“ нуждающемся существе. Особым написанием через дефис Б. Хюбнер указывает на то, что речь идет не о чем-то метафизическом, трансцендентном, а об имманентной человеку потребности действовать избыточно как раз тогда, когда собственно физические потребности для него несущественны. Человек как эк-зистирующее существо нуждается в целях, в „другом“. Если цель отсутствует или движение к ней невозможно, человек испытывает тягостное состояние, называемое скукой, тоской, унынием, депрессией. Людям жизненно необходимо иметь цели, чтобы в переносном или буквальном смысле не умирать от скуки. Скука (Länge-Weile, то есть lang — долгий и Weile = неопределенно-продолжительное время) определяется Б. Хюбнером как мета-физическая потребность в потребностях или потребность в движении ради самого движения. Согласно Б. Хюбнеру, „человек — животное, способное скучать“. „… Скука — это ключ к пониманию человека вообще“. На основе этих принципиальных положений Б.Хюбнер развивает дальнейшие суждения. Два фактора — нужда и СМЫСЛ — до недавних пор препятствовали пониманию фундаментальной потребности человека, а именно его потребности в целях и, соответственно, не позволяли скуке проявиться, удерживали ее в латентном состоянии. Б. Хюбнер пишет „СМЫСЛ“ и некоторые другие слова прописными буквами, если подразумевается некая от человека независимая, чужая, квази-ГЕТЕРОНОМНАЯ воля, влияющая на него. Нужда и попытки выбиться из нее заполняли время и сознание большинства людей. Только колоссальный рост производительных сил, достигнутый в Новое время, позволил снять для большинства населения развитых стран проблему удовлетворения элементарных жизненных потребностей (питание, жилье, безопасность). Многие люди теперь могут жить если и без излишеств, то во всяком случае без особых тревог о том, будет ли хлеб насущный на завтрашний день. Цели, диктуемые нуждой, пропадают вместе с нуждой, гнет тревог ослабевает, а свободного времени становится больше. Вместе с тем актуализируется проблема досуга и скуки, то есть обнажается мета-физическая нуждаемость человека.
Другой фактор, не позволявший людям в полной мере испытать скуку, это — СМЫСЛ. По определению Б. Хюбнера, „СМЫСЛ — это… то, чего-ради происходит эк-зистирование“. По существу, это мнимый человеком пункт, не существующий реально. Это проекция человеческих желаний, дополнение, добавка к недостаточному, неудовлетворительному теперь-бытию. СМЫСЛ — это ТЕЛОС жизни. СМЫСЛ представляется людям как гетерономный, существующий независимо от них и этически обязывающий их. СМЫСЛ обещает счастье, как правило, не сбывающееся при жизни отдельного человека, тем не менее он дарит человеку „счастье трансценденции“, трансценденции к ДРУГОМУ.
Различаются СМЫСЛЫ потусторонне-метафизические (БОГ, НЕБО) и посюсторонне-метафизические (например, коммунизм, „рай на земле“). В любом случае СМЫСЛ дает человеку надежду и утешение, что побуждает людей терпеливо сносить тяготы и невзгоды теперешней жизни, а при необходимости и жертвовать жизнями, своими и чужими, ради СМЫСЛА. Ввиду „счастья трансценденции“ люди весьма неохотно расстаются с верой в СМЫСЛ, в ДРУГОЕ, с которым идентифицируют себя. Боязнь утратить СМЫСЛ — это боязнь ничто, пустоты, horror vacui. Боязнь эк-зистирования никуда.
С великими СМЫСЛАМИ людям жилось трудно, однако не скучно. СМЫСЛ выполняет следующие функции: 1) экзистенциальную прагматическую функцию разгрузки решения; 2) утешительную функцию идеальной компенсации реальных негативностей; 3) этическую функцию легитимации; 4) эстетическую функцию трансценденции. Просвещение расшатало веру в вечные ИСТИНЫ, ЦЕННОСТИ, БОГА, СМЫСЛ, веру в то, к чему человек прежде мог стремиться, трансцендировать, не жалея времени, сил и даже жизни. ПРАВОЕ ДЕЛО сменилось правами человека.
Права человека вступили в силу тогда, когда Бог (СМЫСЛ) лишился прав на человека. Человек стал вправе удовлетворять свои потребности вместо того, чтобы отдавать свои силы и всего себя какому-нибудь СМЫСЛУ.
Автономия человека возлагает на него также бремя самостоятельного определения своих целей, уже не обусловленных общеобязательным СМЫСЛОМ. И если немалое множество людей все еще подчиняет себя тому или иному СМЫСЛУ, то это их добровольный, автономный выбор, а не гетерономная обязанность.
Служение СМЫСЛУ, элементарные жизненные потребности и тревога о хлебе насущном, то, что испокон веков указывало людям цели, направления их деятельности, стало рассеиваться, распускаться, уходить на второй план или вовсе исчезать. В этом смысле В. Хюбнер говорит о бес-СМЫСЛЕННОСТИ нашего времени. Это новая, небывалая в истории человечества ситуация. Большинство человечества еще не осознало ее и не внесло необходимые коррективы в свой образ мысли и действия».

## Сочинения
- Хюбнер, Б. Произвольный этос и принудительность эстетики / Пер. с нем. — Минск: Пропилеи, 2000.— 150 с.
- Хюбнер, Б. Смысл в бес-СМЫСЛЕННОЕ время: метафизические расчеты, просчеты и сведения счетов / Пер. с нем. А. Б. Демидов. — Мн; Экономпресс, 2006. — С.304
- Хюбнер, Б. Мартин Хайдеггер — одержимый бытием. / Пер. с нем. Е. В. Алымовой. — СПб.: Академия исследования культуры, 2011. — 172 с.
- Хюбнер, Б. Произвольный этос и принудительность эстетики / Пер.нем. А. Лаврухина; науч. ред. А. Б. Демидов. — Мн.: Припилеи, 2000. — С. 96.
- Hübner, B Der deprojizierte Mensch. Metaphysik der Langeweile — Wien: Passagen Vertag, 1991.—176 s.